# حزب الأحرار اليمنيين
حزب الأحرار هو حزب معارض أُنْشِئ في يونيو 1944م، معارضاً للإمام يحيى حميد الدين إمام المملكة المتوكلية اليمنية، تأسس الحزب برئاسة أحمد محمد نعمان وتولى الشاعر محمد محمود الزبيري المدير العام للحزب في يونيو 1944م، وأول نشاط للحزب كان القيام بتوجيه رسالة إلى الإمام يحيى حميد الدين تضمنت المطالب لمعالجة الأوضاع والمظالم التي يعاني منها الشعب.
تأسس الحزب في مدينة عدن بجنوب اليمن في ظل احتلال عدن من بريطانيا. بعد فترة من الزمن أوقفت السلطات البريطانية نشاطه، وبعد الحرب العالمية الثانية رفعت بريطانيا الأحكام العرقية في مستعمرة عدن فقام النعمان والزبيري بتأسيس الجمعية اليمنية الكبرى في 1946م كامتداد لحزب الأحرار.

## المطالب
تلخصت مطالب الحزب بإنقاذ الأمة من المجاعة والسماح لأبناء الأمة ببث شكواهم، والعمل بالأمر بالمعروف والنهي عن المنكر، وإعفاء الفقراء من الضرائب والتقيد بأحكام الشريعة الإسلامية وإزالة الفوارق والتورع في جمع الزكاة وعدم فرض العقوبات على المواطنين بدون محاكمة والنظر في قضايا الأوقاف وغيرها. وقد رفضها الإمام يحيى حميد الدين، ومضى الأحرار في تكثيف الاتصالات بالمهاجرين في الخارج أمثال الشيخ عبد الله الحكيمي في بريطانيا وعبد القوي المخرباش وأحمد عبده ناشر في الحبشة.

## الدور البريطاني
كانت بريطانيا قد سمحت لحزب الأحرار بممارسة نشاطه بهدف إتاحة الحرية النسبية من جهة، واستخدام ذلك النشاط للضغط على الإمام يحيى حميد الدين من جهة أخرى، ولكن حزب الأحرار لم يحقق آمال البريطانيين بل العكس، فقد لعب دوراً بارزاً في نشوء «الحركة الوطنية» وبلورة الوعي الوطني ونشر الأفكار الوطنية المعادية للاحتلال البريطاني.
أوفد الإمام يحيى إلى عدن وفداً برئاسة القاضي محمد عبد الله الشامي للتفاوض مع البريطانيين وإبلاغهم بالاحتجاج على نشاط الأحرار في عدن والمعادي للنظام الإمامي ووفق أي نشاط وإعادة الهاربين وعدم السماح لهم بالبقاء في عدن، وعلى ضوء ذلك أصرت السلطات البريطانية بوقف أي نشاطات لحزب الأحرار.

## الجمعية اليمنية الكبرى
لما رفعت بريطانيا الأحكام العرقية في مستعمرة عدن بعد الحرب العالمية الثانية قام النعمان والزبيري بتأسيس “الجمعية اليمنية الكبرى” والحصول على امتياز لإصدار صحيفة “صوت اليمن” في يناير 1946م كامتداد لحزب الأحرار ووضعت برنامجاً لنشر الوعي الثقافي والوطني عن طريق المحاضرات وإصدار صحيفة صوت اليمن وترأس الجمعية الزبيري، فيما تولى النعمان سكرتيرها العام وجاء في بيان إنشاء الجمعية المطالبة بإنشاء مجلس شورى منتخب وإقرار دستور للبلاد وكفالة الحرية لكل فرد والمساواة بين المواطنين وقد اتسع نشاط الأحرار بين أوساط الجماهير بعد تأسيس الجمعية وكان همهم هو إنشاء مطبعة خاصة بالجمعية تمكنهم من طباعة صحيفتهم ونشراتهم وما يصدر من مؤلفات وكتيبات.
وقد قيل إن الشهيد الزبيري كتب أروع قصائده الوطنية في مقر الجمعية اليمنية الكبرى بعدن، أبرزها قصيدته التي مطلعها يقول: